# História dos judeus em Houston

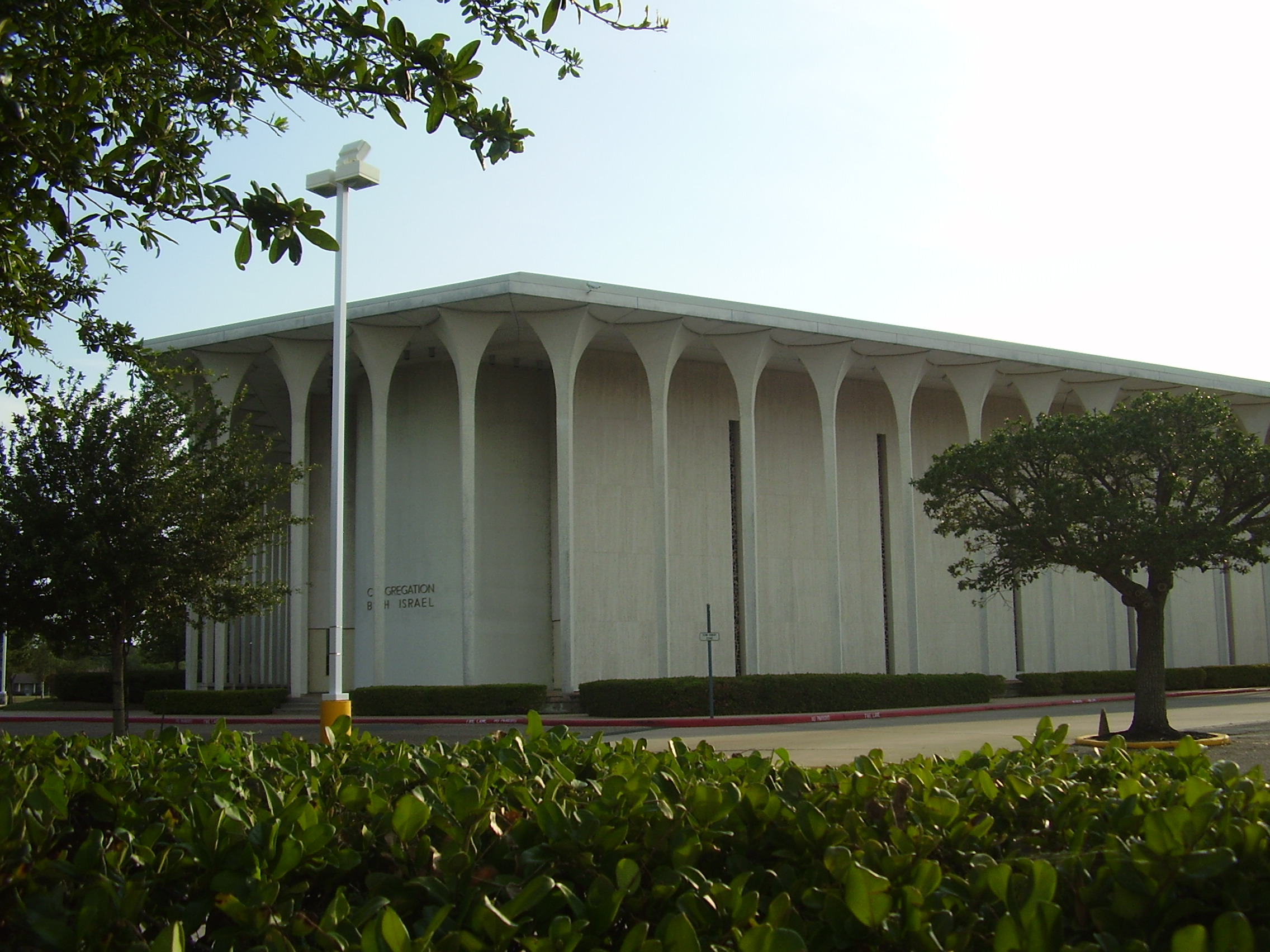
A atual Congregação Beth Israel

A comunidade judaica de Houston, Texas, cresceu e prosperou desde 1800.

## História
Até 1880, Houston tinha uma população judia menor do que a Ilha de Galveston, então o centro cultural do estado. Em 1844, um terreno em Houston foi adquirido para um cemitério judeu. Em 1850, a comunidade judaica em Houston tinha 17 adultos e, em 1854, a Congregação Ortodoxa Beth Israel foi inaugurada em uma antiga casa que tinha sido transformada numa sinagoga. Em 1860, o número de adultos judeus subiu para 68, e naquele ano tinha 40 crianças judias. No século XIX, a população judaica mudou-se para a Primeira e Segunda Alas e depois se estabeleceu na Terceira Ala.